# El Rodeo, Coeneo
El Rodeo är en ort i Mexiko.   Den ligger i kommunen Coeneo och delstaten Michoacán de Ocampo, i den centrala delen av landet, 260 km väster om huvudstaden Mexico City. El Rodeo ligger 2 007 meter över havet och antalet invånare är 239.
Terrängen runt El Rodeo är kuperad åt sydost, men åt nordväst är den platt. Runt El Rodeo är det ganska tätbefolkat, med 108 invånare per kvadratkilometer. Närmaste större samhälle är Zacapú, 19,6 km väster om El Rodeo. I omgivningarna runt El Rodeo växer huvudsakligen savannskog.